# Jiří Jelínek in memoriam
Jiří Jelínek in memoriam (1987) je 2EP album kapely Etc... s nahrávkami s Jiřím Jelínkem z let 1976 až 1977. Album vyšlo k desátému výročí Jelínkova úmrtí. Obsahuje 5 skladeb, skladba Mlýn je snímek Československého rozhlasu ze srpna 1976, ostatní skladby pochází původně ze soukromých koncertních záznamů. Album sestavil a sleeve-note napsal Lev Pavluch. Krátkou poznámku napsal také Jan Rejžek.

## Seznam skladeb
1. „Mlýn“ (instrumentální skladba, Jan Hrubý, Vladimír Padrůněk, Petr Pokorný) – 6:01
2. „U kiosku“ (Vladimír Mišík, Vladimír Padrůněk / Vladimír Mišík) – 5:05
3. „Než spadla klec“ (instrumentální skladba, Jan Hrubý) – 3:16
4. „Pomalu v revolver se ztrácí víra“ (Jan Hrubý, Vladimír Mišík / František Gellner) – 3:39
5. „Dubová kulička“ (instrumentální skladba, Jiří Jelínek) – 4:34

## Nahráli
- Vladimír Mišík – zpěv (2, 4)
- Jan Hrubý – housle (1–5)
- Jiří Jelínek – kytara (1–5)
- František Francl – kytara (2–5)
- Vladimír Padrůněk – basová kytara (1–5)
- Jaroslav Vondrák – bicí (1)
- Jan Noha – bicí (2–5)

## Aranžmá
- Etc... (1, 2, 4)
- Jan Hrubý (3)
- Jiří Jelínek (5)